# Высоково (Рузский городской округ)
Высоково — деревня в Рузском районе Московской области, входящая в сельское поселение Колюбакинское. Население — 22 чел. (2010). До 2006 года Высоково входило в состав Барынинского сельского округа.
Деревня расположена на востоке района, примерно в 18 километрах восточнее Рузы, на правом берегу реки Поноши, высота центра над уровнем моря 190 м. Ближайшие населённые пункты — Колюбакино в 700 м на север и Крюково — в 2,2 км на юго-восток.

## Население
| 2002 | 2006 | 2010 |
| ---- | ---- | ---- |
| 16   | ↗25  | ↘22  |